# Proteuxoa hydraecioides
Proteuxoa hydraecioides är en fjärilsart som beskrevs av Achille Guenée 1852. Proteuxoa hydraecioides ingår i släktet Proteuxoa och familjen nattflyn. Inga underarter finns listade i Catalogue of Life.